# 鳳溪小學

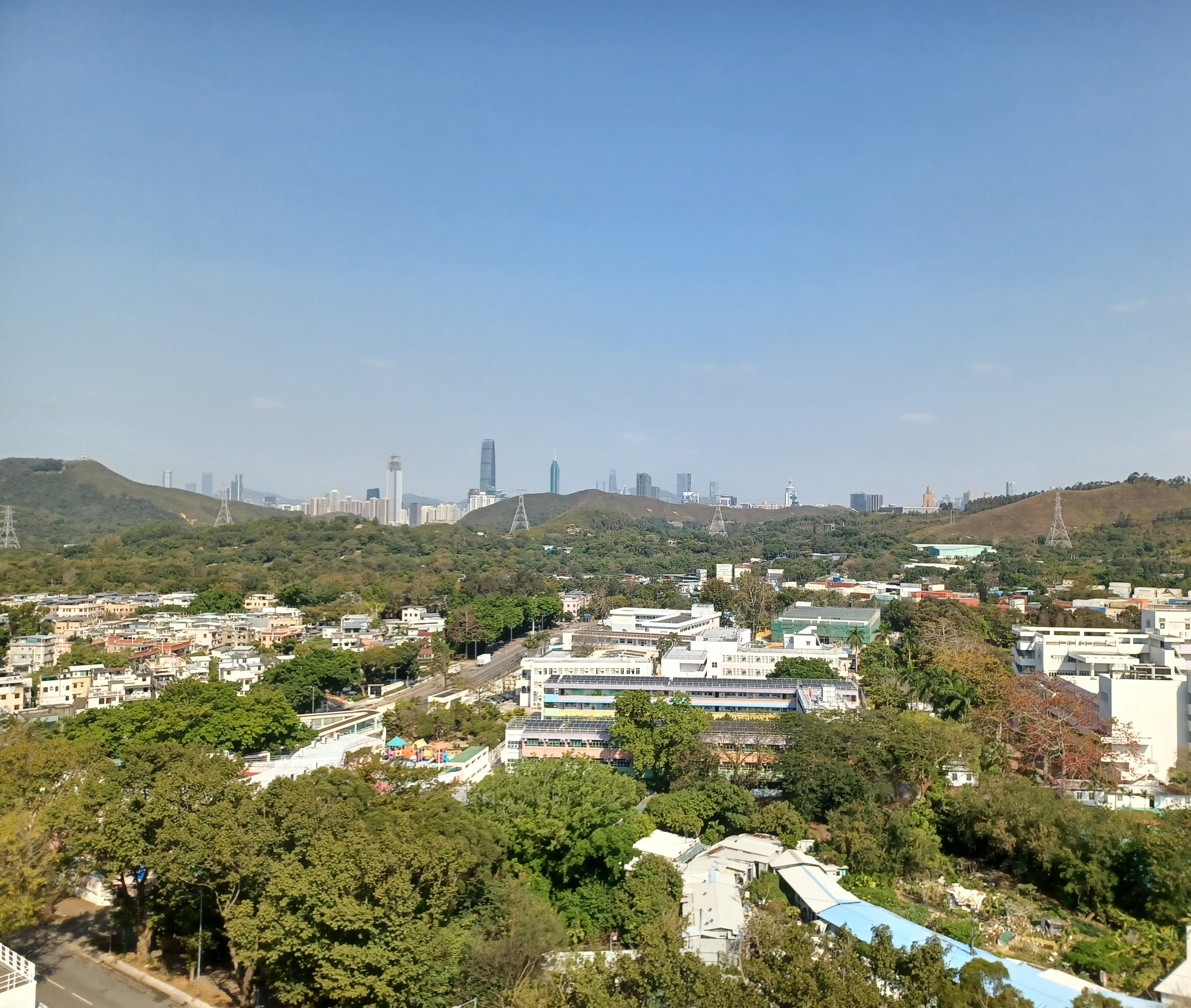
香港建造學院 - 上水院校俯瞰鳳溪小學

鳳溪第一小學（英語：Fung Kai No. 1 Primary School）位於香港上水的馬會道19號，創立於1932年，是鳳溪公立學校董事會旗下的其中一所小學。

## 簡介
秉承鳳溪公立學校董事會的一貫辦學宗旨，以「謙、信、勤、敏」為訓，實施德、智、體、群、美全人教育，並以「愉快學習、健康成長」為工作目標。學校希望透過鍛鍊學生獨立思考能力、協助他們建立正確及積極的人生觀。另一方面，為學生提供優良學習環境及全面而均衡的課程，讓他們愉快學習，發展潛能，為日後回饋社會作好準備。
踏入嶄新千禧世紀，走進資訊爆炸年代，如何適切地教育下一代，使成為既有能力，復具修養的社會棟樑，已成為每一位家長及每一個教育工作者時刻關注的課題。所以學校注重家校合作，並認為透過家校合作，使學生的教育上各自分工，達到互相補足、互相刺激、互相幫忙，並保持雙方理念相同、方向一致，加上充足的社會資源與開明的政策，從而突破制度與課程的規範，就可以做好教育下一代的工作，為社會培養人材。

## 資訊科技建設
學校原有一個標準電腦室。從2000年開始，學校正式把資訊科技納入正規課程，原有之電腦室的使用量飽和，不能提供與學校其他科目作資訊科技教學用途。於是學校之上午校(鳳溪一小)籌劃校園網絡計劃，以配合下午校(鳳溪二小)的資訊科技教學中心，為兩家學校提供額外的資訊科技資源，以協助推廣資訊科技教學。另一方面，學校的無線網絡亦與鳳溪公立學校屬下各校聯網，以加強友校之間的資源共享。
現時學校設有校園電視台，並有應用無線網絡。無線網絡計劃有部份由優質教育基金的撥款申請建立，其餘部份由學校參與教統局的「電子書包」計劃而完成。

## 著名校友
- 上水廖族大部份人仕

## 外部連結
- 學校網址 （页面存档备份，存于）
- 連繫中小幼 一條龍打造STEAM教育 （页面存档备份，存于）